# Lista najwyższych budynków w Kansas City
Kansas City leży w stanie Missouri w USA. W odróżnieniu od Kansas City w stanie Kansas, jest dużo większe. Obecnie w mieście tym znajduje się 14 budynków przekraczających 100 metrów wysokości. 3 spośród nich mają ponad 150 metrów. Większość z nich powstała w dwóch okresach: w latach 30. oraz w latach 80. XX wieku. W dużej części są to właśnie budynki stare, które obecnie są remontowane. Ostatni na liście 10 najwyższych powstał w 1991 roku, najwyższy natomiast w roku 1988. Nie trwa budowa żadnego nowego wysokiego budynku. 

## 10 najwyższych budynków

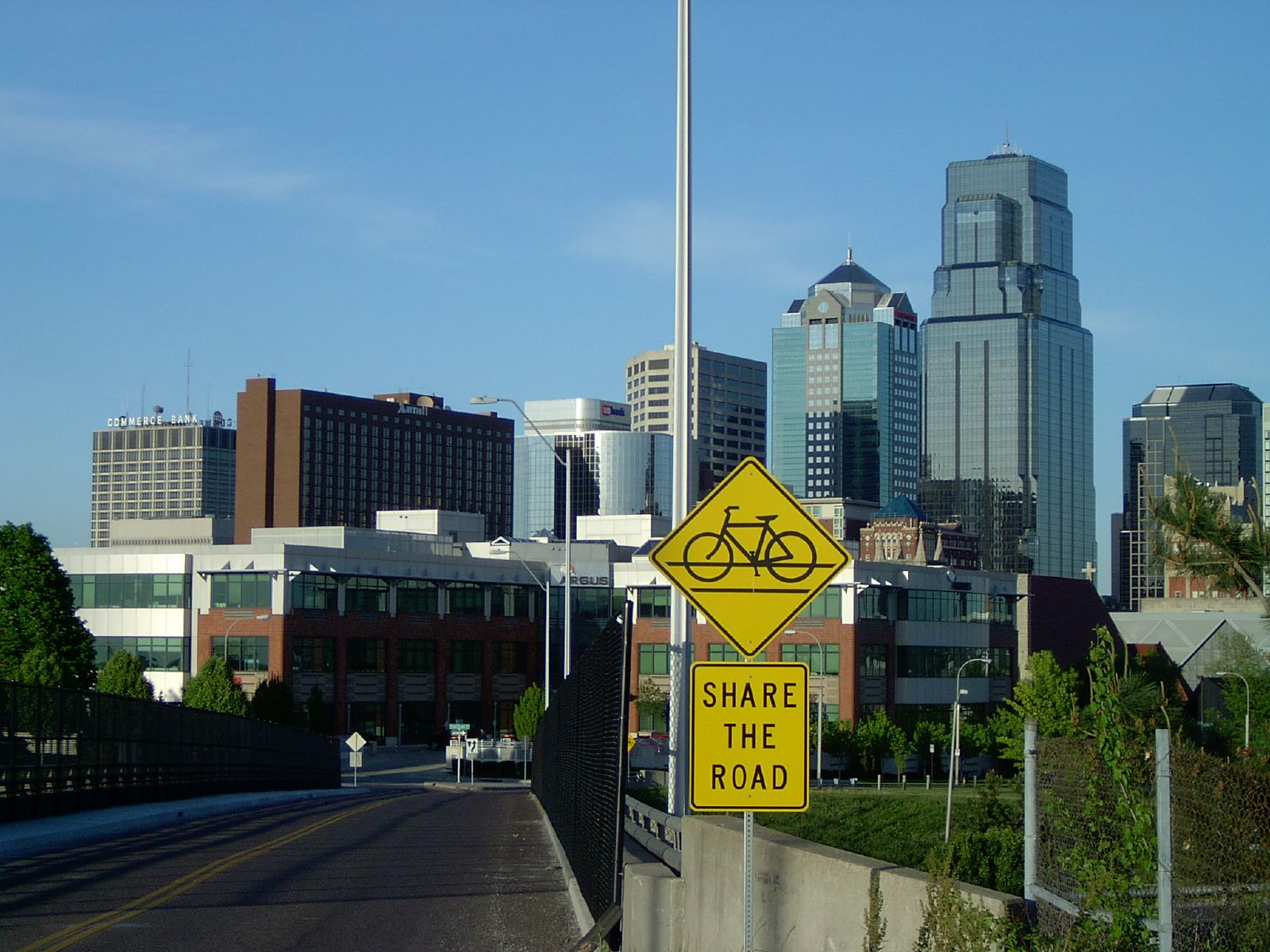
Centrum Kansas City. Pierwsze trzy od prawej: 1201 Walnut, One Kansas City Place i Town Pavilion

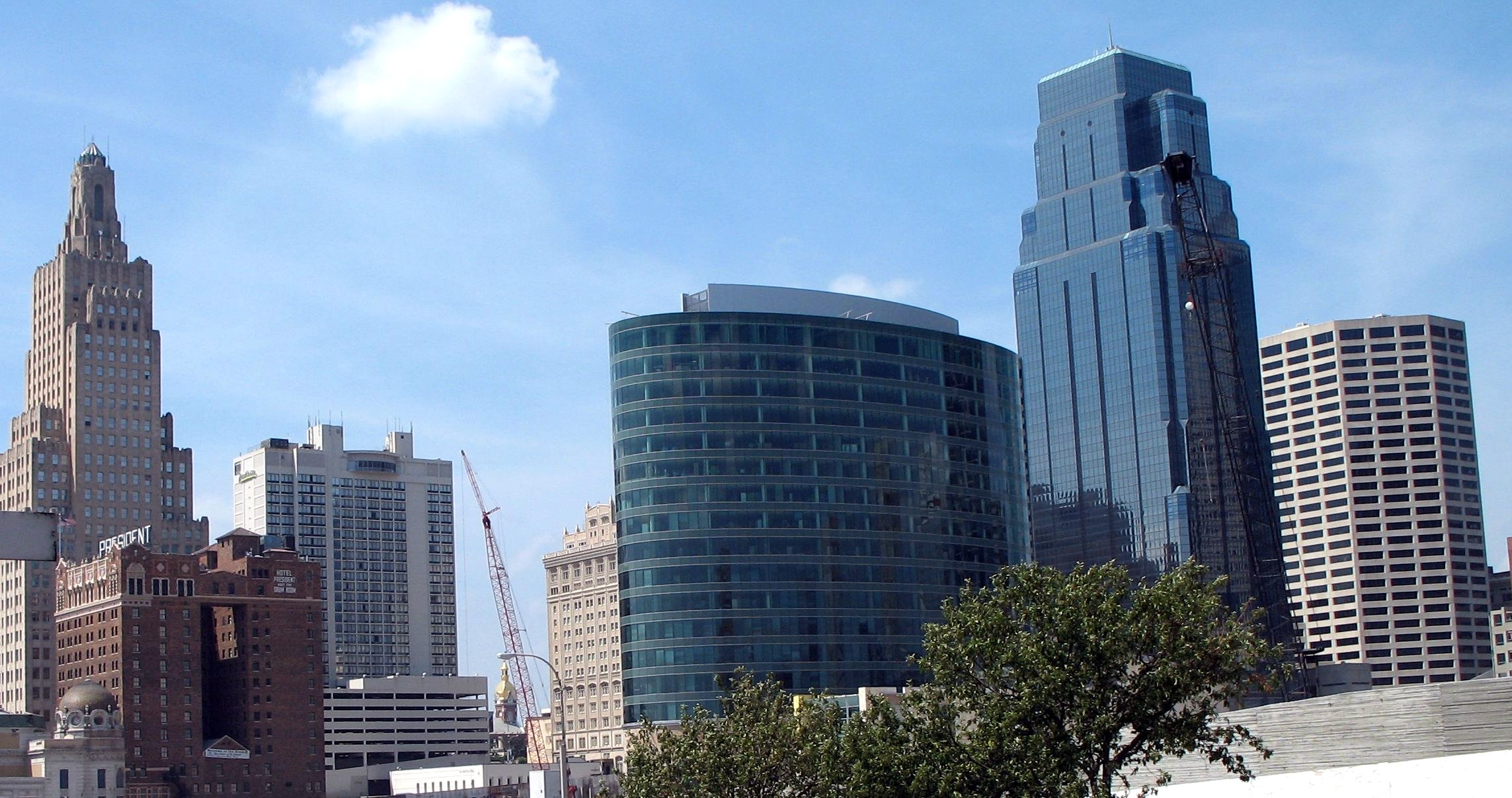
Dwa pierwsze od prawej: City Center Square, One Kansas City Place. Pierwszy od lewej: Kansas City Power & Light Building

| Ranking | Budynek                                   | Wysokość strukturalna | Liczba pięter | Rok budowy |
| ------- | ----------------------------------------- | --------------------- | ------------- | ---------- |
| 1.      | One Kansas City Place                     | 193 m                 | 42            | 1988       |
| 2.      | Town Pavilion                             | 180 m                 | 38            | 1930       |
| 3.      | Hyatt Regency Crown Center                | 154 m                 | 45            | 1980       |
| 4.      | 2345 Grand                                | 146 m                 | 28            | 1977       |
| 5.      | Kansas City Power & Light Building        | 145 m                 | 34            | 1931       |
| 6.      | Fidelity Bank & Trust Building Apartments | 138 m                 | 35            | 1931       |
| 7.      | City Hall                                 | 135 m                 | 30            | 1937       |
| 8.      | 1201 Walnut                               | 130 m                 | 30            | 1991       |
| 9.      | Commerce Tower                            | 124 m                 | 32            | 1965       |
| 10.     | City Center Square                        | 123 m                 | 30            | 1978       |